# Gadka (Sainte-Croix)
Pour les articles homonymes, voir Gadka.
Gadka est une localité polonaise de la gmina de Mirzec, située dans le powiat de Starachowice en voïvodie de Sainte-Croix.